# William Eubank
William Eubank (nascut el 15 de novembre de 1982) és un director de cinema, guionista i director de fotografia. En el seu primer llargmetratge, Love, estrenat el 2011, a més de les funcions de director i director de fotografia, Eubank també va exercir com a dissenyador de producció. La seva segona pel·lícula, El senyal, es va estrenar al Festival de Cinema de Sundance i va ser estrenat als cinemes per Focus Features el 13 de juny de 2014. El seu tercer llargmetratge, la pel·lícula de ciència-ficció de terror Underwater, va ser estrenada el gener de 2020 per 20th Century Fox

## Primers anys
Eubank va néixer el 15 de novembre de 1982 a Holyoke, Massachusetts. El seu pare, Carlyle Eubank II, és consultor de belles arts, antic representant de Christie's i assessor de l'Oficina de Belles Arts al Departament d'Estat. La seva mare, Patricia Reeder Eubank, és una il·lustradora de llibres infantils. El segon de quatre germans, Eubank té una germana gran germana i dos germans petits, i va créixer a la Santa Ynez Valley, una regió vinícola coneguda al nord de Los Angeles.
En créixer es va inspirar en el seu avi, un antic director de fotografia de la US Navy; a partir de les històries que explicava, una de les quals implicava operar una càmera mentre volava sota el pont Golden Gate, Eubank va decidir que volia assistir a l'Acadèmia Naval dels Estats Units o convertir-se en director de fotografia, i finalment es va conformar amb aquesta última. Eubank va créixer involucrat en escoltisme i, com els cineastes Steven Spielberg i David Lynch, és un Eagle Scout.
Quan Eubank era jove, va tenir una experiència interessant amb la versemblança del cinema. En el moment en què va veure per primera vegada la pel·lícula de 1974 Chinatown, ambientada l'any 1937, Eubank no sabia que es tractava d'un peça d'època, suposant que s'havia fet al mateix temps el 1937. Quan va saber que s'havia fet gairebé quatre dècades després de l'època que representava, Eubank es va adonar del poder de la pel·lícula.:14:33

## Carrera

### Panavision
Eubank va començar a acceptar llocs de treball com a director o director de fotografia als 18 anys. Una sèrie de treballs primerencs d'Eubank van incloure l'ús de la velocitat 'rampa' a la càmera. Com a director de fotografia i operador de càmera, Eubank va ser contractat pel UFC per filmar lluites en aquest estil.Eubank mai va ser contractat per va dirigir anuncis publicitaris, però va publicar especificacions, així com rodets i proves de càmera. Eubank va ser acceptat a UCLA on va prendre classes de cosmologia que faria més tard citar com a influència sobre les idees de les seves pel·lícules. Després d'assistir a la UCLA durant dos anys, no havia arribat al programa de cinema de l'UCLA School of Theatre, Film and Television, i, impacient, va abandonar els estudis i va anar a treballar a Panavision Woodland Hills com a tècnic de reparació de càmeres i tècnic d'imatge digital.
Eubank es convertiria en un empleat experimentat de Panavision, romanent a l'empresa durant els propers vuit anys. Va assistir cinc vegades al Festival de Cinema de Sundance representant Panavision, somiant amb assistint com a director. Es reuniria amb el seu avi director de fotografia de la Marina, que vivia a Salt Lake City, que va insistir que Eubank hi assistiria algun dia amb una pel·lícula.
Mentre estava a Sundance i en altres llocs, la feina d'Eubank era promoure i donar suport al CineAlta F900 de Panavised, que havia traslladat de manera singular Hollywood a l'era del cinema digital amb el seu ús en la producció de la pel·lícula de George Lucas de 2002 Star Wars episodi II: L'atac dels clons, la tercera i primera gran pel·lícula que s'estrena que es va rodar íntegrament en una càmera digital 24p. Utilitzant la seva posició a Panavision, Eubank va convèncer el fabricant de productes de cinema australià Blackmagic Design per enviar-li una primera edició d'una targeta de captura SDI. Utilitzant aquesta targeta antiga i el nou  eSATA que acabaven d'aparèixer al mercat, Eubank va apilar 14 discs durs els uns sobre els altres i va perforar un Power Mac G4 per tal de crear un sistema NLE  en un ordinador personal que podria capturar directament les imatges de Full HD 1080p de l'F900. Quan es va veure el resultat del treball a Panavision, els companys de feina van acordar que es tractava d'un torn que es produís a la indústria.
Després de treballar a Panavision durant un temps, Eubank va rebre ocasionalment permís per agafar en préstec càmeres i lents per a les seves proves. Quan finalment Panavision va tabular el que havia utilitzat, es van adonar que li havien concedit el préstec d'uns quants milions de dòlars en tarifes de lloguer.:4:25 Eubank descriu la seva etapa a Panavision com a escola de cinema. Enviat a rodatges de pel·lícules com Collateral i Superman: El retorn, Eubank agafava un quadern i dibuixava diagrames d'on el gaffer havia col·locat totes les llums i després anava a veure la pel·lícula quan sortia i compareva els resultats de la pantalla amb els seus diaris. Eubank atribueix l'amabilitat de Panavision amb ell com a essencial: "Dec tota la meva carrera a aquests nois".

### Love
El 2007, Tom DeLonge es va acostar a Eubank per crear material per a la banda de rock alternatiu Angels & Airwaves. Eubank va dirigir diversos vídeos musicals per a la banda, inclòs el vídeo del senzill "Surrender". Eubank també va escriure i dirigir el llargmetratge Love, encarregat i produït per Angels & Airwaves. La pel·lícula es va inspirar en The Thin Red Line de Terrence Malick i es pregunta, segons Eubank: "Què som nosaltres, com a éssers humans, deixarem enrere quan deixem d'existir algun dia...?" Sight & Sound va afirmar que la pel·lícula mostrava "preocupació pel relació entre la ment humana i tot el que hi ha més enllà (altres ments, […] Déu, l'univers)" i va proposar que el final de la pel·lícula podria funcionar com "una metàfora de la interfície de l'individu amb l'alteritat".
Eubank va passar quatre anys treballant en la pel·lícula, servint com a dissenyador de producció de la pel·lícula i construint per la pel·lícula tant l'Estació Espacial Internacional com el camp de batalla de la Guerra Civil] al pati del darrere de casa el seus pares durant nou mesos. Eubank va basar la seva construcció de l'ISS ambientada a [ [NASA dissenys de fotografia i rampa de monopatí i la seva posada en escena de les escenes de batalla en pintures de la Guerra Civil. El rodatge es va interrompre amb freqüència pel temps i els sons de les granotes i els veïns de la seva família que operaven una desbrossadora. El 2 de febrer de 2011, la pel·lícula es va estrenar al Festival Internacional de Cinema de Santa Barbara. Més tard es va projectar en altres onze festivals d'arreu del món, inclòs el Festival Internacional de Cinema d'Atenes, on Eubank va guanyar el premi al "Millor Director". El 10 d'agost de 2011, National CineMedia va estrenar la pel·lícula.

### El senyal
Mentre Love encara s'estava editant, Eubank va començar a escriure un segon guió, El senyal. Va col·laborar en el guió amb els altres guionistes David Frigerio i el seu germà, Carlyle Eubank. n una entrevista, Eubank va descriure els seus primers pensaments sobre el projecte: "Sóc un gran fan de La Dimensió Desconeguda, del que Rod Serling solia utilitzar com a contacontes, i sempre he volgut fer una d'aquestes: una història amb intangibilitat i estranyesa que et faci dir: "Què dimonis està passant?" Havia estat pensant en el concepte d'un individu introduït en una situació específica i extrema, la veritable naturalesa de la qual aquesta persona hauria de descobrir." Abans de començar la producció, Eubank va treballar com a director de segona unitat de la pel·lícula de Regency Broken City (2013). Poc després, El senyal va trobar productors: Brian Kavanaugh-Jones de Insidious i Tyler Davidson de Take Shelter, i la producció podria començar.
Eubank va descriure les seves principals inspiracions per a la pel·lícula com els cineastes Stanley Kubrick i David Lynch, i també va dir que temàticament tenia en compte les pel·lícules Pi, Moon i Cube La seva inspiració visual es va extreure deels 'Spaghetti Western, Man on Fire i Hanna. Eubank va decidir rodat la pel·lícula en format anamòrfic de 2,39:1, dient: "Cap altra proporció et permet mirar directament als ulls d'un actor; la funció pot esclatar." Quan va arribar a l'escala i el ritme de la pel·lícula, Eubank va començar amb l'objectiu de fer que la pel·lícula semblés petita i de sobte gran, explicant: "Volia que l'obertura fos sentir-se súper lliure, i com una road movie, [i] d'una manera estranya petita, de manera que quan [jo] anava a augmentar les coses tant emocionalment [i] tècnicament... realment s'aniria lentament. cremar fins que va arribar a aquesta mena de petard. Crec que aquest nivell de contrast dins d'una pel·lícula és interessant. No és una cosa que realment veig tant." Ell i David Lanzenberg, el director de fotografia, van optar per deixar activat un filtre LowCon durant tot el temps per reduir l'acutància digital.
Per fer el càsting la pel·lícula, Eubank es va reunir amb actors de Skype de Nou Mèxic, decidint-se per l'actor australià Brenton Thwaites, l'actor anglès Olivia Cooke i l'actor estatunidenc Beau Knapp. Pel que fa als accessoris, Eubank va treballar amb Legacy Effects per dissenyar peces personalitzades. Després de dos anys de preproducció, El senyal va començar a rodar-se a Albuquerque, on ocasionalment es va veure obstaculitzada per tempestes de sorra. El rodatge de 29 dies de la pel·lícula va tenir lloc a Nou Mèxic i Ohio.
Per editar la pel·lícula Eubank va triar Brian Berdan, que havia treballat a Blue Velvet i Twin Peaks de David Lynch. Berdan i Eubank havien col·laborat abans, Berdan havia editat Love. Eubank va descriure el seu treball amb Berdan, dient: "La sensibilitat d'en Brian és diferent de la meva; en la meva primera pel·lícula, Love, em vaig adonar que Brian tenia una altra manera de veure les coses que jo. He arribat a apreciar la seva perspectiva, el seu punt de vista tan fresc."
Tot i que elogiava el "disseny visual exquisit" de la pel·lícula, Variety la va titllar de "en definitiva bastant ximple".

### Underwater
El 2016, Eubank va començar a treballar a la pel·lícula de 20th Century Fox i Chernin Entertainment Underwater. El tercer llargmetratge d'Eubank va ser la seva producció més gran fins ara. A partir d'un guió del guionista de Black List Brian Duffield, Underwater segueix una tripulació d'investigadors d'aigües profundes que ha de navegar pel fons de l'oceà després que la seva estació sigui destruïda. Eubank va seleccionar Kristen Stewart i Jessica Henwick en els papers principals. La pel·lícula també inclou T. J. Miller, Vincent Cassel, John Gallagher Jr. i Gunner Wright, que van treballar anteriorment amb Eubank a Love. Eubank va triar el director de fotografia montenegrí Bojan Bazelli per a l'objectiu de la pel·lícula. La pel·lícula va començar a rodar-se el març de 2017 a Nova Orleans, i va completar la fotografia principal el 28 de maig de 2017. Va ser editada una vegada més per Brian Berdan. Underwater es va estrenar als cinemes el 10 de gener de 2020.
La pel·lícula va rebre crítiques diverses i va aconseguir una puntuació podrida del 47% a Rotten Tomatoes, mentre que Time Out la considerava un petit The Abyss i Rolling Stone la descriu com Una imitació descarada que vol ser Alien.

## Filmografia
| Any  | Títol                            | Director | Guionista | Notes                                                   |
| ---- | -------------------------------- | -------- | --------- | ------------------------------------------------------- |
| 2011 | Love                             | Sí       | Sí        | També director de fotografia i dissenyador de producció |
| 2014 | El senyal                        | Sí       | Sí        |                                                         |
| 2020 | Underwater                       | Sí       | No        |                                                         |
| 2021 | Paranormal Activity: Next of Kin | Sí       | No        |                                                         |
| 2024 | Land of Bad                      | Sí       | Sí        | També productor                                         |

Com a director de fotografia
| Any  | Títol                                | Notes                     |
| ---- | ------------------------------------ | ------------------------- |
| 2006 | Hooked                               | Curtmetratge              |
| 2007 | First.                               | Curtmetratge              |
| 2008 | Knowing                              | Curtmetratge              |
| 2009 | How to Make a Dollarbill in Brooklyn | Curtmetratge              |
| 2010 | Wreckage                             |                           |
| 2010 | Caught in the Crossfire              |                           |
| 2010 | Level 26: Dark Prophecy              |                           |
| 2010 | Bashert                              | Curtmetratge              |
| 2011 | House of the Rising Sun              |                           |
| 2011 | Z                                    | Curtmetratge              |
| 2012 | Crave                                |                           |
| 2012 | Awakening World                      |                           |
| 2012 | Yellow                               | Director de segona unitat |

Altres treballs
| Any  | Títol                  | Paper                        | Notes           |
| ---- | ---------------------- | ---------------------------- | --------------- |
| 2004 | Collateral             | Tècnic de càmeres Panavision | Sense acreditar |
| 2005 | Keeper of the Past     | Tècnic HD                    |                 |
| 2005 | Fun with Dick and Jane | Tècnic HD                    | Sense acreditar |
| 2006 | Dust of Life           | Editor i productor           |                 |
| 2006 | Superman Returns       | Tècnic d'imatge digital      | Sense acreditar |
| 2012 | Broken City            | Director de segona unitat    |                 |